# Parahydrophis mertoni
Parahydrophis mertoni là một loài rắn trong họ Rắn hổ. Loài này được Roux mô tả khoa học đầu tiên năm 1910.